# Niphargus hrabei
Niphargus hrabei је животињска врста класе Crustacea која припада реду Amphipoda и фамилији Niphargidae.

## Угроженост
Ова врста се сматра рањивом у погледу угрожености врсте од изумирања.

## Распрострањење
Врста има станиште у Аустрији, Мађарској, Румунији, Русији, Словачкој, Србији, Украјини и Хрватској.

## Станиште
Станиште врсте су слатководна подручја.